# Casparini

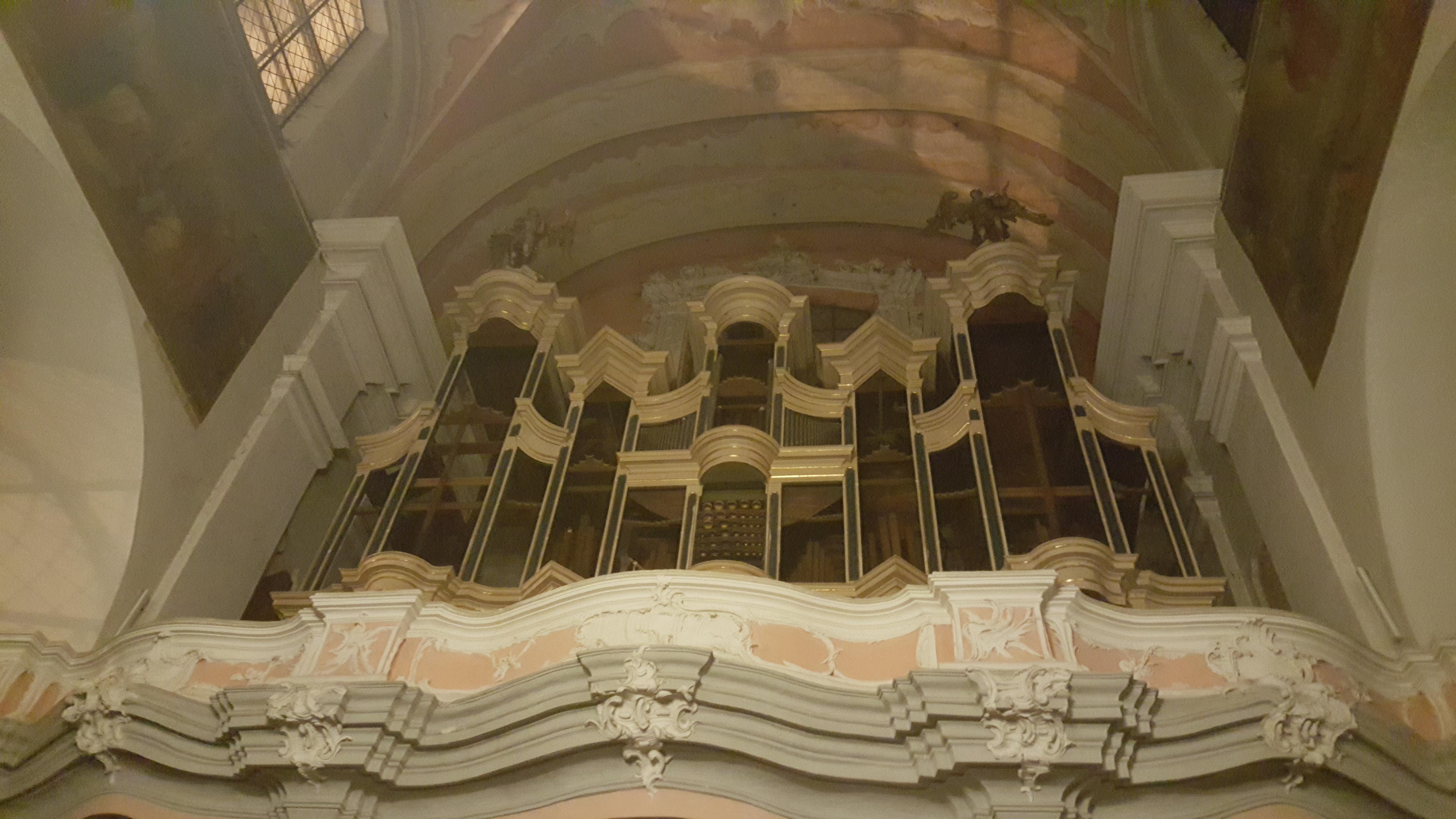
Orgel in Vilnius von 1776

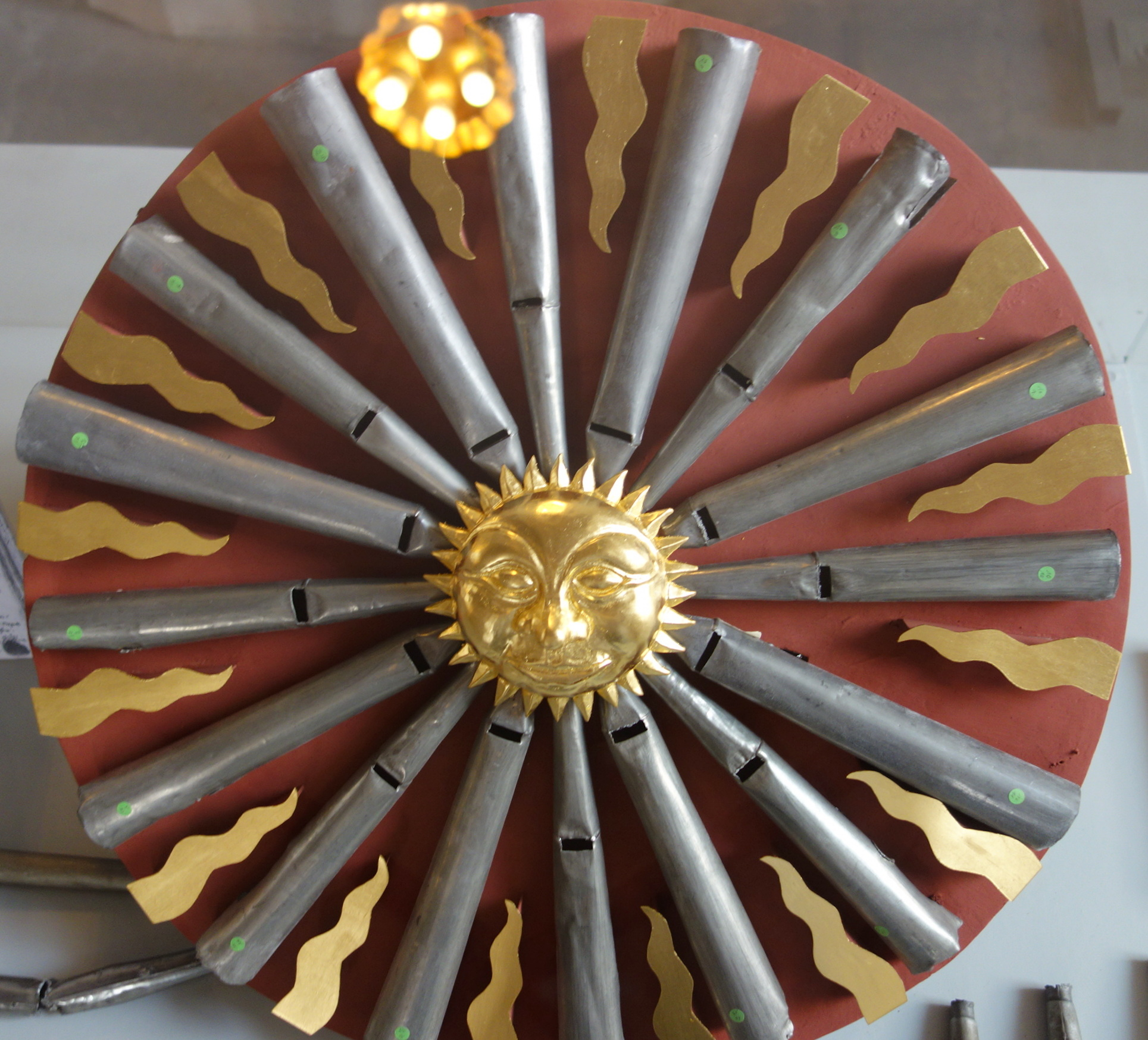
Sonnenorgel in Görlitz von 1703

Caspari bzw. Casparini war eine bedeutende Orgelbauerfamilie in Sorau, in Oberitalien, Breslau und Königsberg im 17. und 18. Jahrhundert.
Der Nachname wurde in den verschiedenen Generationen von der  deutschen Form „Caspar“ zu „Caspari“, sodann in einem der Zweige zu „Casparini“ italienisiert.

## Orgelbauer
In Sorau
- Adam Caspar(i) (um 1590–nach 1665), Orgelbauer und „Mathematicus“ in Sorau (heute Żary), vier Neubauten in der Niederlausitz und der Neumark bekannt , nichts erhalten
- George Adam Caspari der Ältere (auch Georg Adam Kaspar; 1631–1682), Sohn von Adam Caspar(i), zwei Neubauten bekannt, nichts erhalten
- Georg Adam Caspari der Jüngere (1662–1736), Sohn von George Adam Caspari dem Älteren, zwei Neubauten bekannt , nichts erhalten
- Johann Michael Caspari (1674–1713), Sohn von George Adam Caspari dem Älteren, auch Zinngießer, keine eigenen Arbeiten bekannt

In Oberitalien und Schlesien
- Eugenio Casparini (1623–1706), Sohn von Adam Caspar(i), in Oberitalien und Breslau tätig, 14 Neubauten bekannt, Prospekt der Sonnenorgel in Görlitz und Orgeln in Italien erhalten
- Adam Horatio Casparini (1676–1745), Sohn von Eugenio Casparini, in Breslau in Schlesien

In Königsberg
- Georg Sigismund Caspari (1693–1741), Sohn von Georg Adam Caspari dem Jüngeren, in Königsberg tätig
- Adam Gottlob Casparini (1715–1788), Sohn von Adam Horatio Casparini, übernahm nach Georg Sigismund Casparinis Tod dessen Werkstatt, dort bedeutender Orgelbauer, 44 Neubauten in Ostpreußen und Litauen bekannt, Orgel in Vilnius fast vollständig erhalten, ebenfalls zwei Prospekte in Ostpreußen